# Olkhonskite
L'olkhonskite è un minerale della classe degli ossidi con formula chimica (Cr3+,V3+)2Ti3O9

## Classificazione
Secondo la classificazione Nickel-Strunz, l'olkhonskite appartiene al gruppo "04.CB: Ossidi con rapporto metallo: ossigeno = 2:3, 3:5 e simili, con cationi di medie dimensioni" insieme ai seguenti minerali: brizziite, corindone, ecandrewsite, eskolaite, geikielite, ematite, ilmenite, karelianite, melanostibite, pirofanite, akimotoite, auroantimonite, romanite, tistarite, avicennite, bixbyite, armalcolite, pseudobrookite, mongshanite, zincohögbomite-2N2S, zincohögbomite-2N6S, magnesiohögbomite-6N6S, magnesiohögbomite-2N3S, magnesiohögbomite-2N2S, ferrohögbomite-6N12S, pseudorutilo, kleberite, berdesinskiite, oxyvanite, schreyerite, kamiokite, nolanite, rinmanite, isite, majindeite, claudetite, stibioclaudetite, arsenolite, senarmontite, valentinite, bismite, sphaerobismoite, sillénite, kyzylkumite, e tietaiyangite.

## Abito cristallino
La olkhonskite cristallizza nel sistema monoclino nel gruppo spaziale C2/c (gruppo nº 15); possiede costante di reticolo a = 7,03 Å e 8 unità di formula per cella unitaria.

## Chimica
La microanalisi a fascio di elettroni ha rivelato che nella olkhonskite proveniente dalla sua località tipo conteneva il 61,35% di biossido di titanio (TiO2), il 19,19% di ossido di vanadio(III) (V2O3) e il 19,46% di triossido di dicromo (Cr2O3).

## Origine e giacitura
La località tipo della olkhonskite è lo stretto di Ol'khonskiye Vorota sul lago Bajkal nell'Oblast' di Irkutsk, in Russia, da cui prende il nome. È stata anche trovata nel meteorite Öst 65, un meteorite trovato nella cava di Thorsberg nella regione del Västergötland in Svezia.

## Forma in cui si presenta in natura
Si presenta come cristalli di colore nero, associato ad altri minerali come 
vuorelainenite e schreyerite. Anche il colore del suo striscio è nero, mentre assume colore grigio chiaro in luce riflessa.